# Hala Stulecia we Wrocławiu
Hala Stulecia (niem. Jahrhunderthalle), od 1945 także Hala Ludowa – hala widowiskowo-sportowa we Wrocławiu, ekspresjonistyczna, wzniesiona w latach 1911–1913 według projektu Maxa Berga.
W 2006 roku hala została uznana za obiekt światowego dziedzictwa UNESCO. Wpisana do rejestru zabytków w 1962 oraz ponownie w 1977, wraz z zespołem architektonicznym obejmującym m.in. Pawilon Czterech Kopuł, Pergolę i Iglicę. O wpisaniu Hali Stulecia na Listę Światowego Dziedzictwa UNESCO zdecydował nie tylko niezwykły projekt, ale także fakt, że budynek stał się symbolem kultury swojej epoki.
Obecnie hala i jej okolice są bardzo licznie odwiedzane przez zwiedzających nie tylko ze względu na samą halę, ale także na bliskość Pergoli z Fontanną Multimedialną, Ogrodem Japońskim oraz zoo. W Hali Sportowej organizowane są ważne dla Wrocławia wydarzenia, takie jak Noc Muzeów czy 3-Majówka. Dodatkowo, Hala Stulecia prowadzi interaktywną wystawę – Visitor Centre, która przybliża historię tego miejsca.
Budynek i jego otoczenie występuje w filmach i serialach, m.in. w filmie Igrzyska śmierci: Ballada ptaków i węży.

## Położenie
Hala położona jest na Wielkiej Wyspie, przy parku Szczytnickim, na osiedlu Dąbie (Biskupin – Sępolno – Dąbie – Bartoszowice).

## Historia budowli

### Od powstania do 1945 r.
Powstanie hali, najsłynniejszego dzieła wrocławskiego modernizmu, związane było z setną rocznicą wydania we Wrocławiu przez Fryderyka Wilhelma III odezwy Do mojego ludu (An Mein Volk) z 17 marca 1813 roku, wzywającej do powszechnego oporu przeciwko Napoleonowi Bonaparte. Rocznicę postanowiono uczcić odpowiednio wielką wystawą, prezentującą historię i gospodarczy dorobek Śląska. Zaplanowana została więc (na wzór Wystaw Światowych) tzw. Wystawa Stulecia, której organizację powierzono Karlowi Masnerowi, dyrektorowi Muzeum Rzemiosła Artystycznego i Starożytnego. Miasto wygospodarowało na ten cel tereny położone na skraju parku Szczytnickiego, w pobliżu założonego około 40 lat wcześniej i cieszącego się rosnącą popularnością wrocławskiego Ogrodu Zoologicznego, na miejscu czynnego do 1907 roku toru wyścigów konnych. By jednocześnie zapewnić miejsce do częstszego odbywania się wielkich wystaw i imprez przemysłowych, kulturalnych czy sportowych, rozpisano konkurs na zagospodarowanie terenu, obejmujący również projekt pawilonu wystawowego. Spośród 43 zgłoszonych projektów zaakceptowany został projekt miejskiego architekta Wrocławia, Maxa Berga, który zaproponował wielką halę wystawową o niespotykanej dotąd konstrukcji. Z Bergiem współpracowali inżynier Günther Trauer oraz młody, nieznany jeszcze szerzej architekt, absolwent drezdeńskiej politechniki Richard Konwiarz; inżynierem sprawdzającym obliczenia statyczne Trauera był prof. Müller z Politechniki w Charlottenburgu. Pomimo oryginalnego, ale bardzo kontrowersyjnego projektu hali i wysokich szacowanych kosztów jej budowy (1,9 miliona marek), 28 czerwca 1911 roku uzyskał on formalne zezwolenie na budowę.
W momencie powstania hala była obiektem wyjątkowym, mając żelbetowe przekrycie o największej rozpiętości na świecie – większe rozmiary osiągały wówczas tylko nieliczne konstrukcje stalowe. Hala ma 42 m wysokości, a nakrywająca ją kopuła 67 m średnicy. Maksymalna szerokość wnętrza hali wynosi 95 metrów, a dostępna powierzchnia wynosi 14,0 tys. m². Prócz samej centralnej hali w budynku zaplanowano jeszcze 56 innych pomieszczeń wystawienniczych, obszerne okrążające główną salę kuluary, a całość obliczona była na 10 tysięcy osób.

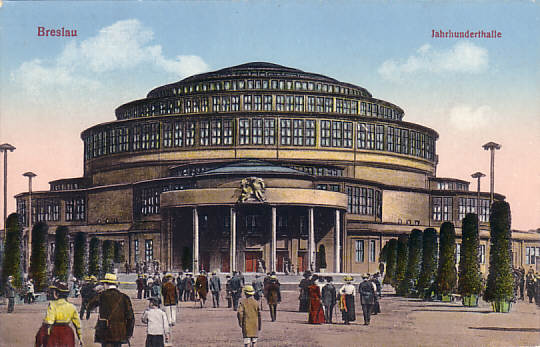
Jahrhunderthalle około 1920

Pionierskie było również podejście Berga do projektowania architektonicznego. Projektując halę skoncentrował się on na wymaganiach funkcjonalnych i kształtowaniu wnętrza w harmonii z systemem konstrukcyjnym, które nadały całości końcową formę. Układ hali jest w rzucie kolisty, oparty symetrycznie na greckim krzyżu, na którego trzech końcach znajdują się małe hale wyjściowe, a na zachodnim, skierowanym w stronę centrum miasta – dwupoziomowa owalna hala wejściowa. Konstrukcyjnie hala złożona jest z dwu niezależnych elementów – podstawy w formie układających się w walec łuków, wygiętych w płaszczyźnie podłużnej. Podparcie tych czterech wygiętych stanowią pełniące rolę przypór żebra, tworzące boczne apsydy. Drugą, oddylatowaną i spoczywającą swobodnie na podstawie część stanowi tzw. kopuła, będąca jednak w istocie układem schodzących się promieniście żelbetowych łuków – żeber, opierających się u góry o centralny pierścień ściskany, a u dołu o pierścień rozciągany, wzmocniony stalową wkładką. Układ zadaszenia w formie pierścieniowych tarasów umożliwił zaprojektowanie nad każdym z nich rzędów okien, doświetlających wnętrze hali tak, że światło przenika między żebrami. Mała kopułka wewnątrz pierścienia ściskanego była pierwotnie całkiem przeszklona, stanowiąc rodzaj oculusa, jednak ze względu na problemy z wodoszczelnością po kilku latach ją zabudowano, co nadało zwieńczonemu teraz wizualnie ciężkim zwornikiem wnętrzu charakter ekspresjonistyczny. Konstrukcyjna szczerość i surowość (powierzchnię pozostawiono jako widoczny żelbet) i formalna prostota do dziś wydają się niektórym szokujące.
W celu spojenia stanowiącej wolno stojący obiekt hali z otoczeniem wpisano ją w zaprojektowany przez Hansa Poelziga większy układ obiektów wystawowych, mający charakter jeszcze z gruntu klasycyzujący i dość typowy dla pierwszych lat XX wieku (pergola, układy osiowe).
Budowę hali ukończono w grudniu 1912 roku, półtora miesiąca przed zaplanowanym terminem. W trakcie jej budowy wybudowano na otaczających ją terenach liczne inne obiekty wystawowe, w tym Pawilon Czterech Kopuł, Pergolę, obiekty rekreacyjne itp. W hali umieszczono specjalnie dla niej zaprojektowane i wykonane przez znaną firmę Sauer (nadal istniejącą) we Frankfurcie nad Odrą organy o 222 rejestrach i 16706 piszczałkach, naówczas największe na świecie; obecnie organy te częściowo wykorzystywane są w archikatedrze wrocławskiej, a że nie wszystkie się tam zmieściły, część piszczałek zamontowano w instrumencie w bazylice jasnogórskiej.
Otwarcie hali nastąpiło 20 maja 1913, kiedy to nadburmistrz Paul Matting wygłosił patriotyczne przemówienie, w którym nazwał ją „pomnikiem wyzwolenia ojczyzny i przestrogą dla przyszłych pokoleń”. Przemówienia wysłuchało ponad pięć tysięcy gości, którzy mogli się przekonać o doskonałej akustyce obiektu. Ponieważ Wilhelm II nie objął patronatem Wystawy Stulecia, niezadowolony z uczczenia proklamacji, a nie rocznicy narodowo-militarnej – bitwy pod Lipskiem, na inaugurację wydelegowano następcę tronu, księcia Prus Fryderyka Wilhelma, który otworzył samą Wystawę Stulecia. Uroczystość uczczono wystawieniem dramatu Gerharta Hauptmanna o bitwie pod Lipskiem w reżyserii Maxa Reinhardta, Festspiel im deutschen Reimen (Festiwal niemieckich rymów). Sztuka zawierała krytykę wojny i miała wydźwięk pacyfistyczny; pokazywała także Napoleona, zwycięstwo nad którym przecież świętowano, jako burzyciela starego reżimu i twórcę wspólnej Europy. Wybuchł skandal, po protestach weteranów wojennych i nacisku z Berlina sztukę zdjęto z afisza.
Po zakończeniu Wystawy Stulecia tereny wystawowe wokół hali kilkakrotnie jeszcze rozbudowywano, a w samej hali również dokonywano pewnych przeróbek i adaptacji (m.in. wejścia głównego i klatek schodowych); autorem tych projektów był najczęściej Richard Konwiarz. Przed II wojną światową hala, prócz wystaw i przedsięwzięć na mniejszą skalę, kilkakrotnie jeszcze była miejscem wielkich masowych imprez, w tym między innymi publicznych wystąpień najważniejszych funkcjonariuszy NSDAP z Adolfem Hitlerem na czele.

### Po 1945 r.

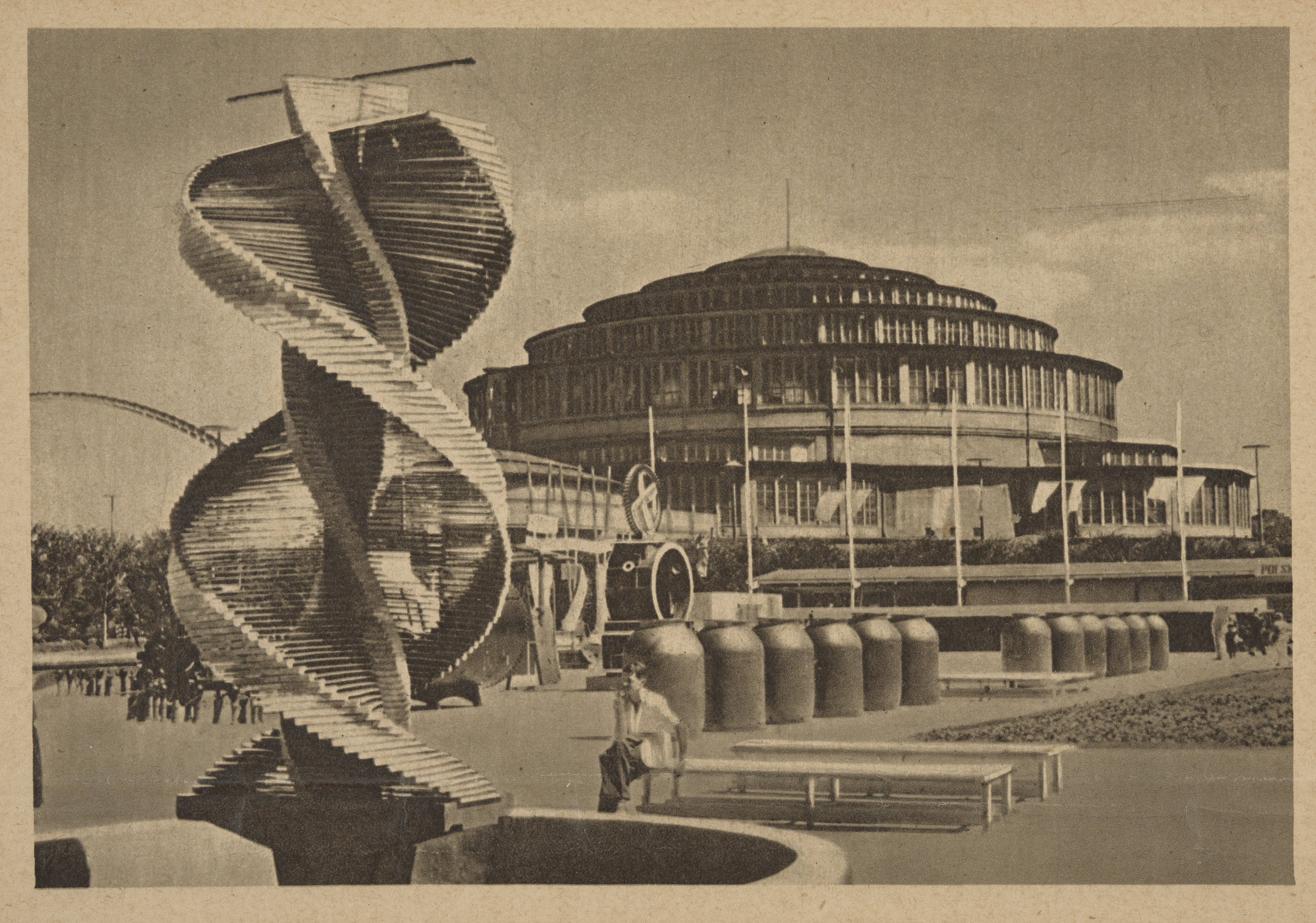
Hala w trakcie Wystawy Ziem Odzyskanych

Hala przetrwała II wojnę światową bez poważniejszych strat (uszkodzeniu uległy jednak organy). Tereny wystawowe wokół hali oraz ją samą po raz pierwszy po wojnie wykorzystano na większą skalę od lipca do września 1948 na Wystawie Ziem Odzyskanych i podczas towarzyszącego jej (25–28 sierpnia) Światowego Kongresu Intelektualistów w Obronie Pokoju. W czasach PRL nie przeprowadzono w hali żadnych poważniejszych prac, które w istotny sposób zmieniłyby jej charakter. Oprócz skucia z filarów hitlerowskich „gap”, położenia betonowej posadzki w kuluarach, instalacji centralnego ogrzewania (do tej pory hala nie była w ogóle ogrzewana), instalacji nagłośnienia i innych podobnych – stosunkowo mało znaczących – prac remontowych lub adaptacyjnych nie wprowadzano w hali żadnych zmian. Służyła jako miejsce koncertów (występowali tu m.in. w latach 60. XX w. Marino Marini i Paul Anka), imprez sportowych (m.in. XIII Mistrzostwa Europy w koszykówce mężczyzn w 1963 – Polska zajęła wówczas 2. miejsce), w sali działało też największe w mieście kino („Gigant”). Jedynie kontekst urbanistyczny hali zmienił się dość silnie, poprzez odcięcie południowej części terenów wystawowych (zostały przekazane Ogrodowi Zoologicznemu), a zwłaszcza poprzez ustawienie w 1948 na placu przedwejściowym Iglicy, która zmieniła statyczny wyraz głównego wejścia hali.

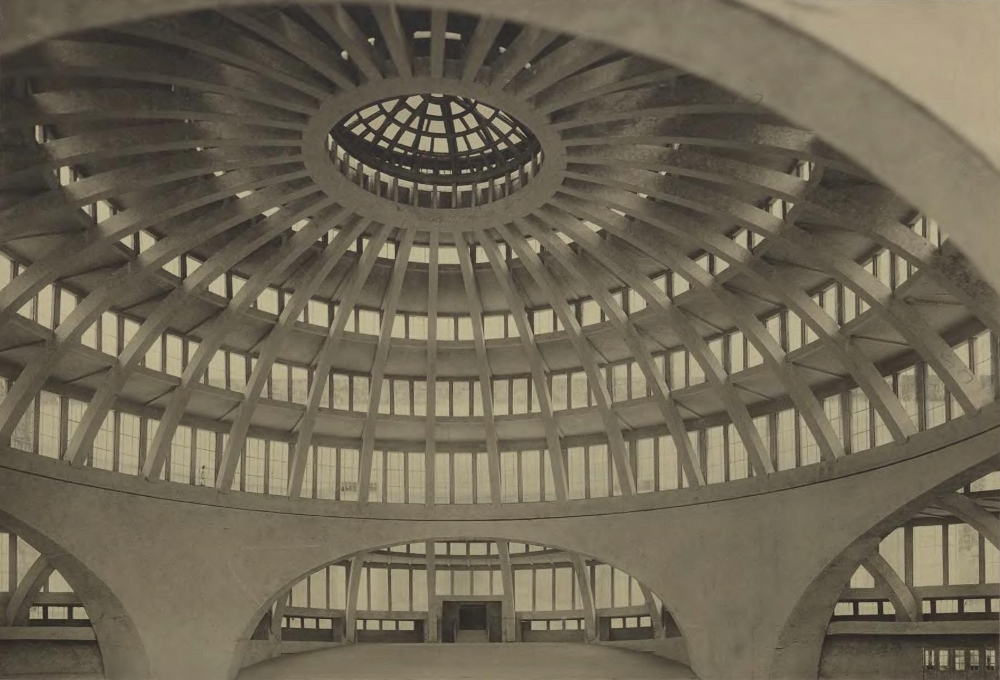
Wnętrze makiety Hali.

Po roku 1989 dokonano w hali pewnych przeróbek: trwający tam kilka miesięcy remont generalny w 1997 obejmował takie zmiany, jak: plastikowe rolety na oknach, tablice ogłoszeniowe, nagłośnienie, przede wszystkim zaś obniżenie o około 1 m poziomu posadzki i wbudowanie przesuwnych trybun oraz rozkładanych boisk (umożliwia zmianę przeznaczenia hali w zależności od bieżących potrzeb: sportowe, widowiskowe albo targowe). Nowe elementy (białe rolety, intensywnie niebieskie siedziska) wyróżniają się silnie z dostojnej szarości wnętrza. W hali odbywają się większe imprezy targowe, wystawiane bywają także monumentalne przedstawienia operowe (np. Straszny dwór Moniuszki, Aidę, Trubadura i Nabucco Verdiego, Złoto Renu, Walkirię, Zygfryda i Zmierzch bogów Wagnera, w październiku 2006 odbył się Wagnerowski Festiwal Operowy), służyła również przez kilka sezonów jako miejsce rozgrywania pojedynków koszykarskiej ekstraligi oraz Suproligi i Euroligi drużyny Śląska Wrocław. 31 maja 1997 w czasie szóstej wizyty w Polsce Jan Paweł II poprowadził w hali modlitwę ekumeniczną w ramach kongresu eucharystycznego.

### Remont Hali Stulecia

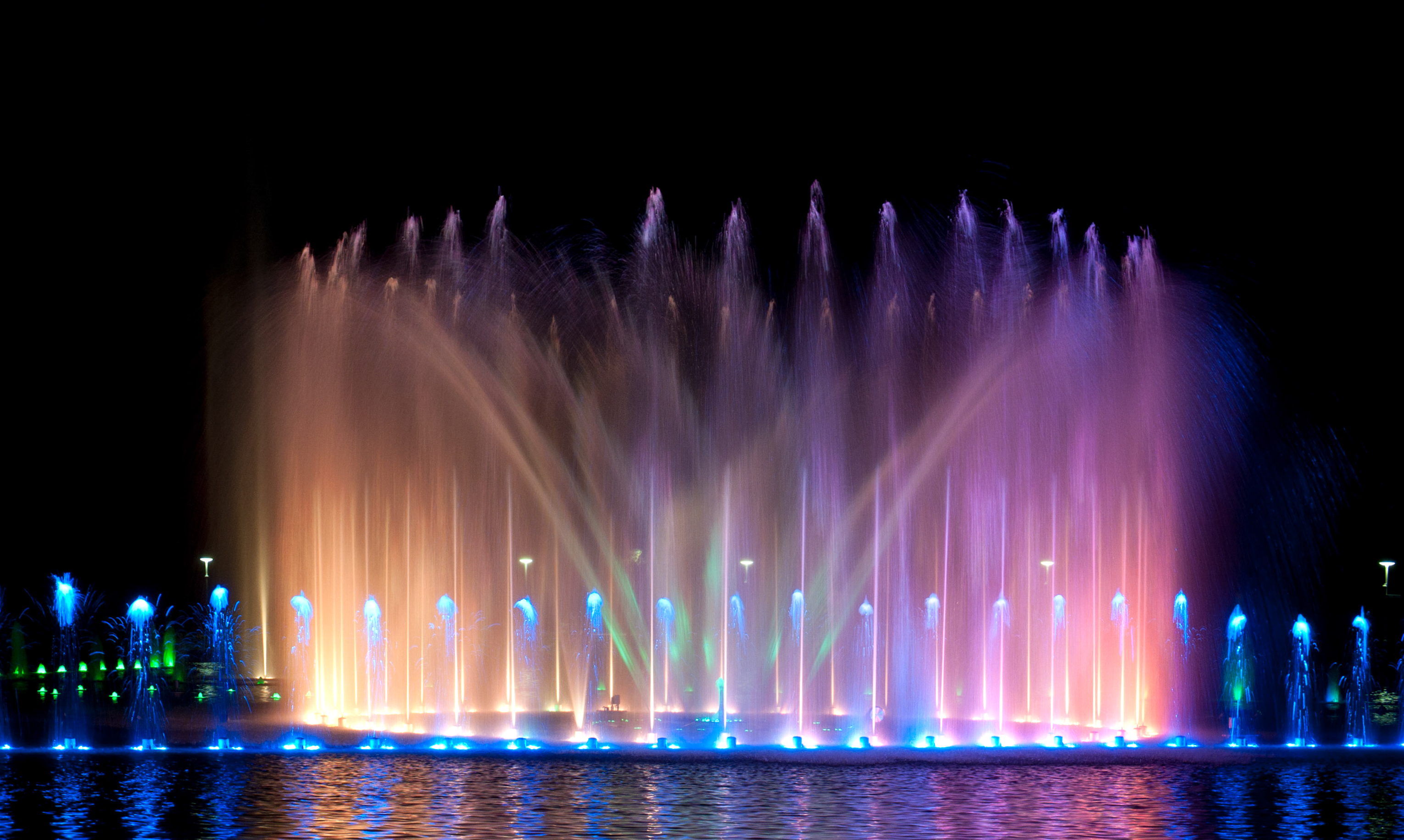
Wrocławska Fontanna przy Hali Stulecia nocą

Remont Hali Stulecia został przeprowadzony w latach 2009–2011. Roboty budowlane podzielono na dwa etapy:
1. remont elewacji, stolarki okiennej i pokryć dachowych,
2. remont wnętrza.

Pierwszy etap remontu rozpoczęto w marcu 2009 r. (pozwolenie uzyskano w lutym 2009), a zakończono w roku 2010. Zakończony remont elewacji zewnętrznej obejmował także wymianę wszystkich 600 okien. Koszt inwestycji zamknął się w kwocie 21 mln zł. Elewacja odzyskała przedwojenny żółto-piaskowy kolor (nawiązujący do ugru). Dokonane zostały drobne naprawy konstrukcji żelbetowej. Największym problemem okazała się wymiana okien. Max Berg w swoim projekcie wykorzystał mahoń żelazowy sprowadzany specjalnie z Australii. Dziś ten gatunek drzewa nie występuje, więc na wniosek konserwatora zabytków wykorzystano drzewo teakowe. Spowodowało to podwyższenie kosztów remontu oraz przedłużenie czasu naprawy.
Dobór szkła do okien został dokonany na podstawie odnalezionej próbki z nieistniejącej huty szkła w Pirnie pod Dreznem skąd pochodziły pierwotnie zamontowane szyby. Ostatni dyrektor tej huty w swojej kolekcji szkła użytkowego posiadał próbnik szkieł okiennych tego producenta. Na podstawie zachowanej próbki dobrano najbardziej zbliżone szkło współcześnie produkowane: hartowane szkło ornamentowe w kolorze ugru.

Logo Hali Stulecia

Kolejnym etapem było wybudowanie nowego Regionalnego Centrum Turystyki Biznesowej. Realizacja budowy w zabytkowym miejscu była możliwa dzięki zachowanym, a niezrealizowanym, planom rozbudowy autorstwa Maxa Berga. Oficjalne otwarcie nastąpiło 17 września 2010. Ostatnim planowanym etapem było odnowienie elewacji wewnątrz budynku. Planowano zwiększyć także pojemność hali dla potrzeb widowni podczas zawodów sportowych (do około 10 tysięcy osób). Koszt zaplanowano na 71 mln złotych.
Ten drugi etap remontu przeprowadzono od stycznia do sierpnia 2011 roku. Ze względu na ograniczenia finansowe nie udało się na tym etapie uzyskać widowni dla 10 tys. osób, niezbędnej do przeprowadzania dużych międzynarodowych zawodów sportowych, jednak obiekt jest przygotowany do zamontowania odpowiednich elementów i urządzeń umożliwiających spełnienie tego warunku. W roku 2014 na mistrzostwa świata w piłce siatkowej mężczyzn w hali udostępniono 8 tys. miejsc.

## Konstrukcja hali
Budynek Hali Stulecia wykonano w konstrukcji żelbetowej (z jednym wyjątkiem), a jego bryłę wyróżnia kopuła, która w chwili powstania była największą kopułą na świecie. W bryle budynku można wyodrębnić kilka zasadniczych elementów konstrukcji:
- latarnia: to najwyżej położony element wieńczący kopułę, jej średnica zewnętrzna wynosi 17,4 m, a wysokość 5,75 m, położona 36 m nad poziomem posadzki[14],
- kopuła żebrowa: rozpiętość 65 m, wysokość 23 m; składa się z 32 żeber łukowych zwieńczonych u góry pierścieniem ściskanym, a na dole głównym pierścieniem rozciąganym, ten element konstrukcji jest wyjątkiem, bowiem został wykonany jako konstrukcja zespolona składająca się ze stalowych kratownic zatopionych w betonie, opiera się on na łożyskach wahaczowych (ustawionych pod żebrami), jego średnica w poziomie tych łożysk wynosi 67 m; łożyska oparte są na konstrukcji podbudowy kopuły na wysokości 18 m nad posadzką[14],
- podbudowa kopuły: stanowi ścianę (o grubości od 5 m przy fundamencie do 2 m na szczycie w poziomie oparcia łożysk) w kształcie cylindra, w której wykonano cztery otwory w kształcie arkad (o szerokości u podstawy 41 m i wysokości 16,7 m), dodatkowo w celu wyeliminowania skręcania arkad od sił przekazywanych przez łożyska każdą z arkad podparto sześcioma żebrami absydowymi, które powiększają pomieszczenie hali do rozpiętości 95 m[14],
- bloki fundamentowe[14],
- kuluary: wejście główne i trzy wejścia boczne, cztery sale owalne[14].

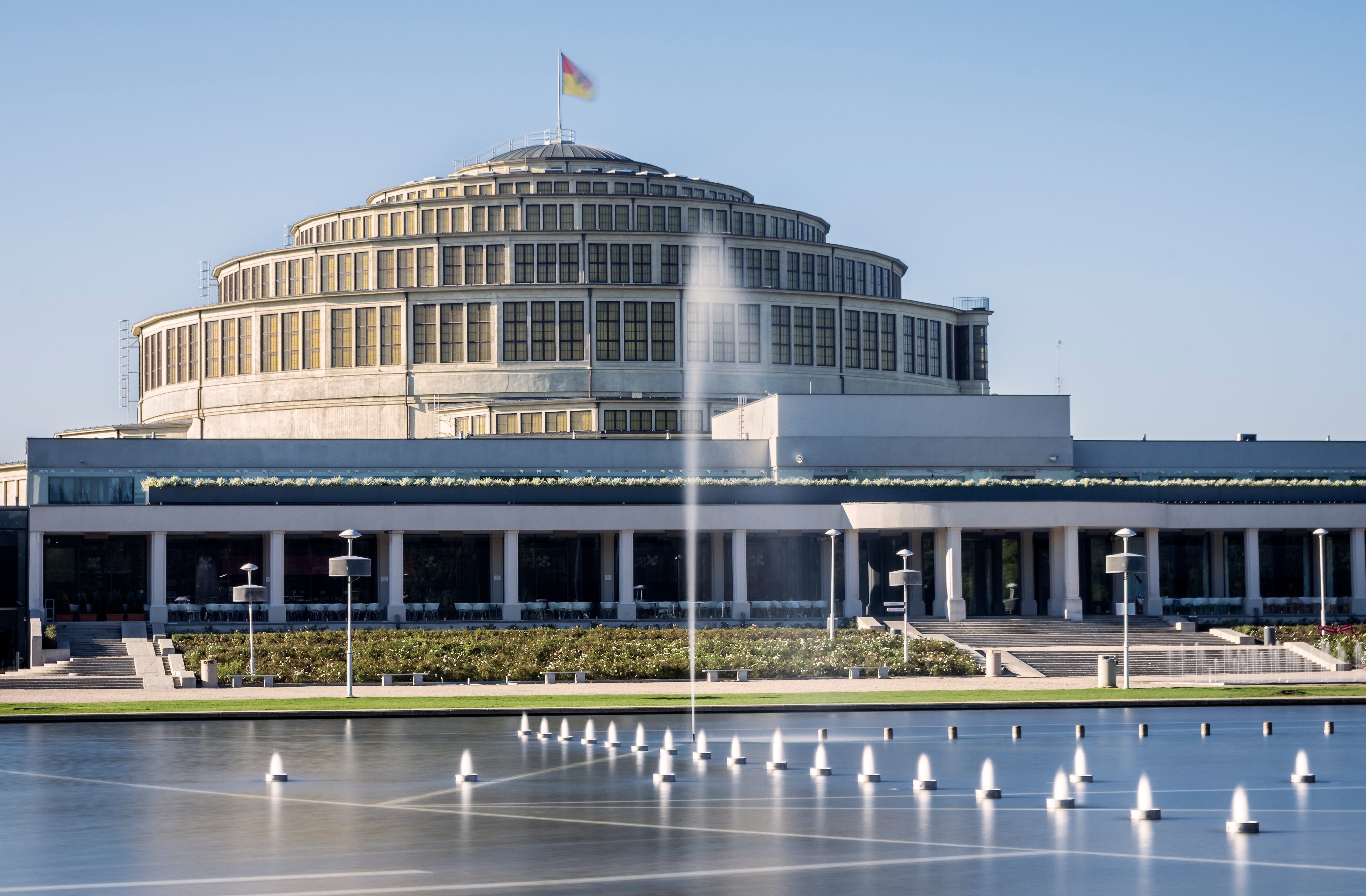
Wrocławska Fontanna i hala w dzień

## Organy wielkie
W chwili wybudowania organy były największym instrumentem muzycznym na świecie. Instrument posiadał 200 rejestrów rozłożonych na 5 manuałów i pedał. W 1937 roku organy zostały rozbudowane do 222 rejestrów. W takim stanie trwały do 1945 roku. W czasie wojny Hala Ludowa nie ucierpiała prawie w ogóle (były powybijane szyby w oknach), więc można sądzić, iż także organy zachowały się w całości. Jednak w czasach powojennych Hala ze względu na swą wielkość była obiektem odsuniętym na dalszy plan, jeśli chodzi o zabezpieczenie, remont, odbudowę. Drzwi do budynku stały otworem, każdy kto chciał, mógł do niej wejść. Właśnie w tamtym czasie organy ucierpiały najbardziej. Prawdopodobne jest, iż do dewastacji instrumentu przyczynili się nawet mistrzowie, budowniczowie organów wynosząc z Hali piszczałki. Faktem jest, że zniknęły wszystkie piszczałki głosów językowych.
W latach 1950–1952 firma Biernackiego zainstalowała organy w archikatedrze wrocławskiej, uzupełniając ubytki w dyspozycji piszczałkami z innego instrumentu firmy Sauer, z wrocławskiego kościoła im. Gustava Adolfa. Organy zagrały w katedrze po raz pierwszy w roku 1955. Do czasów dzisiejszych przetrwał w całości stół gry (przygotowany pod 222 rejestry).

### Dyspozycja organów z 1913 roku
Poszczególne głosy oznaczono kolorami: głosy językowe, mixtury. Długość największej piszczałki danego głosu podawana w stopach, gdzie 8' ≈ 2,5 m
| I. Manual C-c4 | II. Manual Schwellwerk C-c4 | III. Manual Schwellwerk C-c4 | IV. Manual Schwellwerk C-c4 Hochdruckwerk | V. Manual Schwellwerk C-c4 Fernwerk | Pedal C-g1 44 Töne C-g² |
| --- | --- | --- | --- | --- | --- |
| Principal 16’ Majorbaß 16’ Gedackt 16’ Principal 8’ Principal amabile 8’ Geigenprincipal 8’ Viola di Gamba 8’ HD Stentor Gamba 8’ Harmonika 8’ Doppelflöte 8’ Flute harmonique 8’ Flauto dolce 8’ Spitzflöte 8’ Gedackt 8’ Gemshorn 8’ Quintatön 8’ HD Groß-Octave 4’ Octave 4’ Flute Octaviante 4’ Gemshorn 4’ Rohrflöte 4’ Violini 4’ Viol d’amour 4’ Gedacktquinte 5 1/3’ Quinte 2 2/3’ HD Piccolo 2’ Octave 2’ Rauschquinte 2 2/3’, 2’ Progressio III-IV Groß-Cymbel V-VI Scharf III Mixtur III-IV Mixtur IV-V Groß-Mixtur VII-IX Kornett V Posaune 16’ HD Tuba mirabilis 8’ Basson 8’ Trompete 8’ HD Oboe 8’ HD Clairon 4’ Clarine 4’ II-I III-I IV-I V-I Sub II-I Super II-I | Gamba major 16' Quintatön 16' HD Stentorprincipal 8' Principal 8' Schalmei 8' Viola 8' HD Stentorflöte 8' Flute harmonique 8' Soloflöte 8' Quintatön 8' Flauto dolce 8' Dulciana 8' Geigenprincipal 8' Flötenprincipal 8' Bourdon 8' Harmonika 8' Vox angelica 8' Oktave 4' Jubalflöte 4' Fugara 4' Zartflöte 4' Dolce 4' Quintatön 4' HD Flute Octaviante 4' Quinte 2 2/3' Sesquialter II Piccolo 2' Mixtur III Kornett IV HD Groß-Kornett III-V Cymbel III Scharf V HD Bombarde 16' Basson 16' Posaune 8' HD Trompete 8' Cor anglais 8' Klarinette 8' Clairon 4' Glockenspiel, 30 Töne Pizzicato für Glockenspiele III-II IV-II V-II Sub III-II Super III-II | Nachthorn 16' Salicional 16' Prinzipal 8' Flötenprincipal 8' Geigenprincipal 8' Nachthorn 8' Jubalflöte 8' Quintatön 8' Spitzflöte 8' Violoncello 8' Wienerflöte 8' Flaute d’amour 8' Gedackt 8' Gemshorn 8' Salicional 8' Aeoline 8' Voix celeste 8' Praestant 4' Nachthorn 4' Rohrflöte 4' Violini 4' Flaute d’amour 4' Bifra 8', 4’ Dulciana 4' Gemshorn 4' Flautino 2' Sifflöte 1' Nassat 2 2/3' Rauschquinte 2 2/3’, 2’ Harmonia aetheria III Kornett V Mixtur IV Scharf III Cymbel IV Groß-Cymbel VII Fagott 16' Trompete harmonique 8' Oboe 8' Klarinette 8' Vox Humana 8' Trompete 4' IV-III V-III Sub III Super III | Majorbaß 16' Stentorprinzipal 8' Stentorgamba 8' Stentorflöte 8' Oktave 4' Flute Octaviante 4' Piccolo II 2' Groß-Kornett III-V Bombarde 16' Tuba mirabilis 8' Trompete 8' Oboe 8' Clairon 4' V-IV Sub IV Super IV | Dulciana 16' Bourdon 16' Principal 8' Hohflöte 8' Viola di Gamba 8' Aeoline 8' Voix celeste 8' Quintatön 8' Flute harmonique 8' Gedackt 8' Oktave 4' Flauto Dolce 4' Flageolett 2' Mixtur III Kornett III-IV Baßtuba 16' Tuba 8' Trompete 8' Basson 8' Klarinette 8' Vox Humana 8' Clarine 4' Glockenspiel, 25 Töne Sub V Super V | Principal 32' Untarsatz 32' Kontaviolon 32' HD Kontrabass 16' Principal 16' Violon 16' Subbaß 16' Gemshorn 16' Harmonikabaß 16' Lieblich Gedackt 16' Quintbaß 10 2/3' Principal 8' HD Oktavbaß 8' Violoncello 8' Gemshorn 8' Flötenbaß 8' Gedacktbaß 8' Dulciana 8' Quinte 5 1/3' Groß-Rauschquinte 5 1/3, 4' HD Oktave 4' Spitzflöte 4' Fugara 4' Sesquialter II Oktave 2' Kornett IV-V Kontaposaune 32' Posaune 16' Fagott 16' Trompete 8' Ophikleide 8' Baßklarinette 8' Clairon 4' Ferpedal Violon 16' Subbaß 16' Dolce 16' Viola 8' Baßflöte 8' Dolce 8' Oktave 4' Trompete 8' I-P II-P III-P IV-P V-P Super P |

Rejestry dodatkowe:
Handregistierung,
Freie Kombination 1,
Freie Kombination 2,
Freie Kombination 3,
Freie Kombination I,
Freie Kombination II,
Freie Kombination III,
Freie Kombination IV,
Freie Kombination V,
Freie Kombination P,
Walze (Crescendo) I – III und Pedal,
Tutti mit Fernorgel,
Tutti ohne Fernorgel,
Fortissimo,
Forte,
Mezzoforte,
Piano,
Tutti I,
Tutti II,
Tutti III,
Tutti IV,
Tutti V,
Tutti P,
Forte I,
Forte II,
Forte III,
Forte V,
Forte P,
Mezzoforte I,
Mezzoforte II,
Mezzoforte III,
Mezzoforte IV,
Mezzoforte V,
Mezzoforte P,
Piano I,
Piano II,
Piano III,
Piano V,
Piano P,
Pianissimo P,
Tuttikoppel,
Generalkoppel,
Flöten I,
Flöten II,
Flöten III,
Prinzipale I,
Prinzipale II,
Prinzipale III,
Gamben I,
Gamben II,
Gamben III,
Rohrwerk,
Rohrwerk I,
Rohrwerk II,
Rohrwerk III,
Rohrwerk IV,
Rohrwerk V,
Rohrwerk P,
Ferpedal an,
Handregister ab,
Handregister I ab,
Handregister II ab,
Handregister III ab,
Handregister IV ab,
Handregister V ab,
Handregister P ab,
Handregister Fr. K. ab,
Handregister Fr. K. I ab,
Handregister Fr. K. II ab,
Handregister Fr. K. III ab,
Handregister Fr. K. IV ab,
Handregister Fr. K. V ab,
Handregister Fr. K. P ab,
Walze (Crescendo) ab,
Rohwerke ab,
Rohwerke I ab,
Rohwerke II ab,
Rohwerke III ab,
Rohwerke IV ab,
Rohwerke V ab,
Rohwerke P ab,
16' ab,
16' I ab,
16' II ab,
16' III ab,
16' IV ab,
16' V ab,
HD ab,
HD I ab,
HD II ab,
Pedalkoppeln ab,
I ab,
P ab,
P I – IV ab,
Automatische Pedal – umschaltung V,
Schwelltritt II,
Schwelltritt III,
Schwelltritt IV,
Schwelltritt V.